# 479 Caprera
479 Caprera је астероид главног астероидног појаса. Приближан пречник астероида је 72,98 km,
а средња удаљеност астероида од Сунца износи 2,721 астрономских јединица (АЈ).
Инклинација (нагиб) орбите у односу на раван еклиптике је 8,680 степени, а орбитални период износи 1640,028 дана (4,490 године). Ексцентрицитет орбите астероида износи 0,216.
Апсолутна магнитуда астероида износи 9,60 а геометријски албедо 0,048.
Астероид је откривен 12. новембра 1901. године.